# Leander Malmsten
Leander Malmsten var ett bokförlag i Malmö som grundades 1994 av Kajsa Leander och Ernst Malmsten.
Förlaget ska enligt Kronofogdemyndigheten i Malmö ha begärts i konkurs till följd av en skatteskuld på 5 500 kronor och med en ackumulerad förlust på 7,5 miljoner kronor. Konkursbeslutet hävdes dock av Hovrätten över Skåne och Blekinge i december 2005.
Bolaget existerar fortfarande (2022), men bedriver ingen verksamhet.